# Die Dubarry
Die Dubarry es una opereta en nueve cuadros con música de Carl Millöcker en arreglo musical de Theo Mackeben y libreto en alemán de Paul Knepler, Ignaz Michael Welleminsky y Hans Martin Cremer. Fue estrenada el 14 de agosto de 1931 en el Admiralspalast de Berlín. Se trata de una adaptación de la opereta en tres actos Gräffin Dubarry con música del propio Millöcker y libreto de F. Zell y Richard Genée que había sido estrenada el 31 de octubre de 1879 en el Theater an der Wien de Viena. A día de hoy apenas se representa la obra original; así ha ocurrido con las recientes producciones del Gärtnerplatztheater de Múnicho de la Volksoper de Vienadonde se ha optado por poner en escena la adaptación de 1931. La protagonista de la opereta es el personaje histórico de Marie-Jeanne Bécu, condesa du Barry.

## Adaptación del original
En 1931 Theo Mackeben preparó una versión radicalmente nueva de Gräffin Dubarry, que estructuró en 9 cuadros. Para ello Paul Knepler, Ignaz Michael Welleminsky y Hans Martin Cremer escribieron un nuevo libreto mientras que el propio Mackeben empleó materia musical ajeno a la partitura original tomado de otras obras de Millöcker. En opinión de Andrew Lamb la adaptación introdujo modificaciones estructurales y de orquestación.

## Escenas
Cuadro I: Salón de modas, Cuadro II: Parque de atracciones, Cuadro III: Estudio del pintor, Cuadro IV: Ante el telón, Cuadro V: Salón de baile, Cuadro VI: Camerino, Cuadro VII: Salón magnífico, Cuadro VIII: Salón, Cuadro IX: Parque del palacio.

## Argumento
La acción se desarrolla en París, en Versalles y en el parque del Palacio del Trianón durante el reinado de Luis XV, hacia 1762.
En el salón de modas de Madame Labille, en París, trabajan como modistas sus amigas Margot y Marie Jeanne, de humilde origen. Un encargo lleva a Marie Jeanne al estudio del pintor René Lavallery. Ambos se sienten atraídos mutuamente y se enamoran. Marie Jeanne se va a vivir con René. Habiéndose ausentado este, un desconocido muy distinguido entra en el estudio. Se trata del conde Dubarry que se ha fijado recientemente en la bella muchacha en un parque de atracciones cercano a la capital. Inmediatamente concibe la idea de reclutar a la joven como herramienta para sus siniestros planes. Ahora finge que quiere comprar un cuadro. Cuando observa las pinturas, le llama la atención un retrato de Marie Jeanne, que su amante acababa de terminar el día anterior. Marie Jeanne declara que la obra es invendible, lo que provoca la insistencia del conde. Pero Marie Jeanne no pierde los nervios y lo rechaza. El conde abandona el estudio sin haber logrado su propósito.
Cuando René regresa a su estudio, su novia no le cuenta nada sobre el incidente. Sin embargo, una vecina chismosa se explaya y le describe sin escatimar detalles lo que dice haber visto. El pintor cree a la vecina en vez de a Marie Jeanne, declarando que ella ha traicionado su confianza e incluso que ha sido su novia durante mucho tiempo. Marie Jeanne abandona la casa llena de tristeza.
El conde Dubarry recibe la visita de su amigo el marqués de Brissac que le habla con entusiasmo de la bailarina Manon, que en estos momentos subyuga los corazones de los hombres en el restaurante de los hermanos Verrières. Lleno de curiosidad, el conde decide asistir con el marqués a la próxima actuación de Manon.
El conde reconoce inmediatamente en la bailarina Manon a la modista Marie Jeanne. De nuevo intenta utilizarla en sus planes políticos: El rey Luis XV empieza a estar cansado de su madura amante Pompadour y desea que una mujer más joven la suceda. En la corte se rumorea que será la hermana del duque de Choiseul, que es el primer ministro. Él espera que esto le dé más influencia, algo que el conde Dubarry quiere, precisamente, impedir. Por ello, también intenta cazar a una dama encantadora para el rey. 
A Marie Jeanne la cortejan muchos pretendientes. Uno de ellos le entrega todo su dinero y le pide que apueste por él en una partida que va a celebrarse. La muchacha le hace caso aunque pierde. El jugador se enfada con Marie Jeanne y ella se ríe de él. Para evitar que la situación se agrave, el conde Dubarry reembolsa al hombre el monto total de su pérdida. Así se gana el corazón de la modista que abandona el establecimiento de su brazo.
Transcurren varias semanas y Marie Jeanne ve la oportunidad de escapar de su triste existencia aceptando -inicialmente de mala gana- participar en el juego iniciado por su patrón. Obedeciendo, se casa pro forma con el hermano del conde y se convierte de este modo en la condesa Dubarry. Con vistas a ganarse más tarde el favor del rey, el conde hace que la joven brille como es costumbre en la corte.
La influyente Mariscala de Luxemburgo ofrece un baile en su palacio. Marie Jeanne se encuentra entre los invitados. La mariscala está confabulada con el conde Dubarry, ya que también odia al duque de Choiseul y a su engreída hermana. ¡Debe impedirse a toda costa que Choiseul suceda a los Pompadour! Cuando la mariscala encuentra el momento oportuno, le dice a Marie Jeanne que va a llegar un mensajero del rey a buscarla para que pueda cenar con Su Majestad. Esto sucede demasiado rápido para Marie Jeanne que se niega a seguir el juego. Cuando ve a su antiguo novio, el pintor René, en el baile, vuelven a aflorar algunos de los sentimientos que había llegado a sentir por él. El fuego del amor tampoco parece haberse apagado del todo en él y vuelven a acercarse. Pero de pronto informan a Marie Jeanne de que el rey posee su retrato. Ella sospecha inmediatamente que René se lo ha filtrado aunque ¡en realidad, ha sido el conde Dubarry! La ruptura entre ella y René es ya inevitable. Se despide de él disponiéndose a aceptar la invitación del rey.
Luis XV se queda prendado de la belleza juvenil de Dubarry. Se siente rejuvenecer y ordena que se le conceda como residencia el palacio del Trianon, en las proximidades de Versalles.
A pesar de que la sucesión de los Pompadour ya está resuelta, el duque de Choiseul no renuncia a su plan de situar a su hermana en ese «cargo». Difunde en la corte el rumor de que Dubarry sólo busca el dinero del rey y que en realidad, sigue teniendo una aventura con el pintor René Lavallerie. El rey se niega a creer que se haya equivocado tanto en sus sentimientos y exige pruebas. El primer ministro promete proporcionárselas y organiza un encuentro entre Marie Jeanne y el pintor en el parque del palacio del Trianon, situando al rey en un lugar desde el que pueda escuchar en secreto su conversación. Pero, ¿qué es lo que escucha? Ni una sola palabra de amor; la conversación recuerda, en cambio, al fin de la relación de dos socios comerciales.
El rey queda muy satisfecho con lo que ha escuchado y releva al duque de Choiseul de su cargo de primer ministro, expulsándolo de la corte. Marie Jeanne alcanza por fin la cima de su carrera: ha logrado convertirse en la mujer más influyente de Francia.

## Adaptaciones audiovisuales
- Die Dubarry en Internet Movie Database (en inglés). (1951, largometraje) con Georg Wildhagen (director), Franz Gribitz (guionista) y Sári Barabás, Mathieu Ahlersmeyer, Willy Fritsch, Albert Lieven y Walter Müller (intérpretes)
- Die Dubarry en Internet Movie Database (en inglés). (1963, telefilme de la ZDF) con Ulrich Erfurth (director) y Gustav Fröhlich, Friedrich G. Beckhaus, Maurice Besancon, Lotte Brackebusch y Eric Frey (intérpretes)
- Die Dubarry en Internet Movie Database (en inglés). (1975, largometraje) con Werner Jacobs (director), Anni Peterka (coreógrafa),  Sergiu Singer (escenógrafo) y Gail Robinson, Peter Pasetti, Barry McDaniel, Julia Migenes, Heinz Zednik y Wolfgang Preiss (intérpretes)

## Registros fonográficos (selección)
- Membran Music (1954) con Anny Schlemm, Horst Wilhelm, Inge Konradi, Georg Thomalia, Martin Held. RIAS Unterhaltungsorchester. Director: Fried Walter.

- The Art of Singing (s/a) con Anneliese Rothenberger, Christine Gorner, Richard Häussler, Richard Holm, Harry Friedauer. Orchester des Bayerischen Rundfunk. Director: Werner Schmidt-Boelcke.